# Elizate
 (août 2025).
Si vous disposez d'ouvrages ou d'articles de référence ou si vous connaissez des sites web de qualité traitant du thème abordé ici, merci de compléter l'article en donnant les références utiles à sa vérifiabilité et en les liant à la section « Notes et références ».

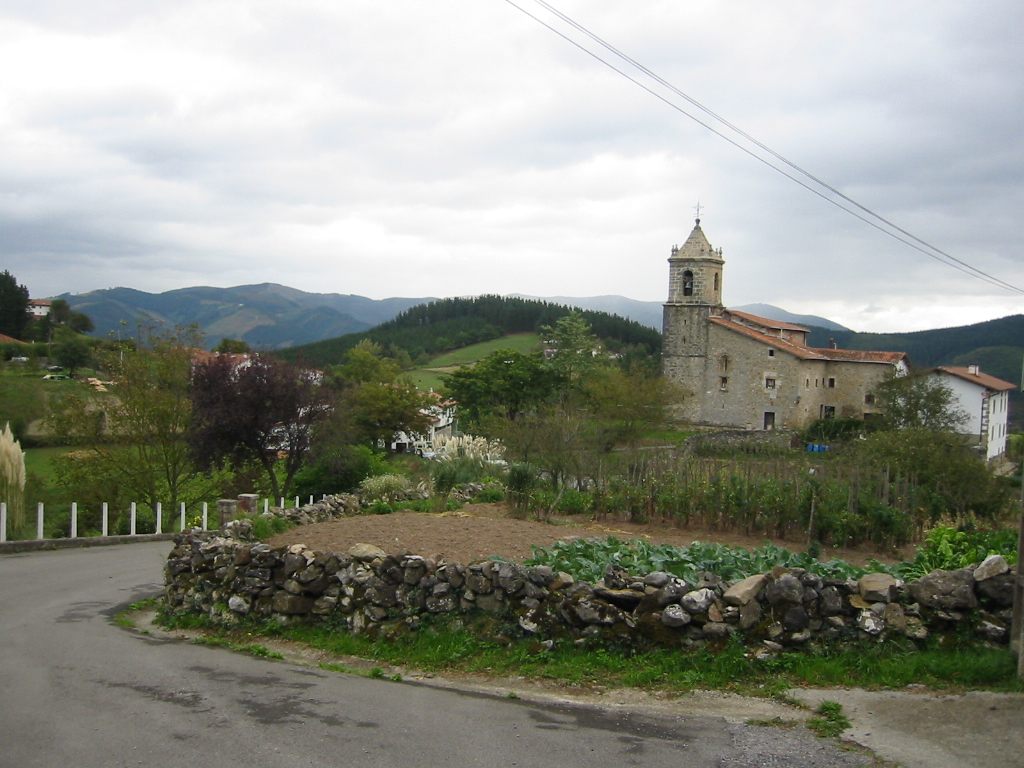
Lelizate de Bedoña à Arrasate a été seulement incorporée à la municipalité dans les années 1960

L'elizate (en espagnol : Anteiglesia) est un terme basque qui se rapporte à une forme de gouvernement local au Pays basque et qui était particulièrement commun en Biscaye mais qui a également existé dans les autres provinces. C'était l'épicentre social et juridique de la commune rurale basque.

## Étymologie
Il se traduit littéralement par « porte d'église » («église» signifie eliza + ate signifie la « porte »). En espagnol, cela se nomme anteiglesia (« avant/devant l'église »).

## Organisation
Le nom particulier dérive d'une coutume basque où les chefs de famille selon des règles bien précises de paroisse se réunissaient après la messe, à l'entrée ou au porche de l'église, pour prendre des décisions concernant les activités se déroulant dans leur communauté. Similaire à un organe de gouvernement, l'assemblée de tous les habitants avait lieu en conseil ouvert dans le porche ou l'atrium de l'église paroissiale.
Leur histoire médiévale est étroitement liée à l'apparition des Batzar Nagusiak ou « grandes réunions », particulièrement celles de Biscaye et du Guipuscoa ( juntes générales de Biscaye et du Guipuscoa ) et à l'établissement des églises paroissiales. Chaque elizate élisait un représentant qui représenterait le  elizate  dans un Batzar Nagusia, ainsi l'elizate représente une forme très tôt de démocratie locale. Celles-ci permettaient de garantir une autonomie considérable dans la prise de décision des organismes administratifs les plus élevés.
L'elizate a été comparé à un  syndic de champ, qui organisait des réunions et avec le makila comme signe d'autorité.
L'origine de cette organisation, qui a un but socio-politique, se base sur les éléments suivants : 
- existence d'une église paroissiale ;
- institutionnalisation publique des réunions tenues.

En Biscaye, cette institution de base sera consolidée quand on créera les Juntas Generales, qui sont les réunions des représentants des différentes elizate d'un territoire donné. Cette institution jouissait d'une autonomie très vaste en ce qui concerne les Organes du gouvernement seigneurial. Les juridictions forales de 1452 et 1526 n'incluent que très partiellement la réglementation concernant les autorités des elizates.

## Démocratie directe
Chaque elizate a été subdivisée en plus petites unités appelées le  kofradiak  ou « confréries » (des cofradías en espagnol) qui correspondait aux différentes villes ou villages d'un elizate. Un groupe d'elizates était une mérindade.
Par la suite, les elizates sont souvent devenues des municipalités. En Biscaye, pendant la période de la Seigneurie de Biscaye, les elizates désignées sous le nom du Lur Laua ou « terre plate » par opposition aux villes, ont été incorporés à l'administration. Elles sont devenues des entités forales, ce qui a eu pour effet en même temps de réaffirmer le statut de noblesse à tous les fermiers basques. 
Ceci signifiait qu'à la différence de la majeure partie féodale de l'Europe, les fermiers possédaient légalement leurs terres. Après des siècles de changement politique, très peu d'elizates (elizateak) demeurent encore aujourd'hui, deux des plus notables sont les villages de Iurreta et de Derio.

## Particularité basque
Ce type de regroupement a souvent fait l'objet d'études sous l'angle précurseur d'une démocratie participative et locale. C'est une particularité organisationnelle, parmi d'autres, culturelle et ancienne (dès le Moyen Âge) du peuple basque.

## Sources
- Kasper, M. Baskische Geschichte Primus: 1997
- (en) Robert Lawrence "Larry" Trask, The history of Basque, London, New York, Routledge, 24 décembre 1996, 458 p. (ISBN 0415131162 et 9782908132014, OCLC 34514667, lire en ligne)